# Святци
Святци (на руски: Святцы) е село в Селивановски район на Владимирска област в Русия. Влиза в състава на Малишевската селска община.

## География
Селото е разположено на 11 км североизточно от центъра на общината, села Малишево и на 18 км югозападно от районния център, работническото селище Красная Горбатка.

## История
В миналото село Святци принадлежи на Муромско-Рязанската епархия. Според регистрите на Муромския уезда от 1627 – 30 г., селото е предоставено от цар Михаил Фьодорович на братя Плешчееви. По това време в селото се намира църквата „Успение Богородично“ с параклис на светите мъченици Флор и Лавър. Според данъчните книги на Рязанската епархия за 1676 г. в село Святци има църква „Успение Богородично“; стопанство на Никифор Плешчеев, в което живее пазач; и 87 селски стопанства. През 1709 г. вместо старата е построена нова дървена църква, която е обновена през 1809 г. Цялата енория се състои от селата Святци, Переложниково, Знаменки и Ярцево. В село Святци от 1887 г. съществува църковно-енорийско училище, учащите се през 1896 г. са 28. През годините на съветската власт църквата е закрита.
В края на 19 – началото на 20 век селото влиза в състава на Тучковската волост на Судогодския уезд.
От 1929 г. селото е включено в състава на Переложниковския селски съвет на Селивановски район.

## Население
| 1859 | 1905 | 2010 |
| ---- | ---- | ---- |
| 524  | 689  | 31   |